# 中和交流道 (台82線)
23°25′34.8″N 120°25′57.1″E / 23.426333°N 120.432528°E
中和交流道位於臺灣嘉義縣水上鄉中庄村、義興村交界處，是連結鄉道嘉175線的交流道，指標為台82線30k，於2005年11月25日通車。可透過嘉175線銜接嘉義市西區之湖子內路，是嘉義市與台82線之間的聯絡道路之一。
台82線中和交流道因地勢較低，在2016年9月28日因雨勢過大積水而封閉，公路局為了解決這個問題，並於2016年進行路面加高改善工程，因而封閉部分匝道（輪流封閉），施工期長達將近一年，於2017年6月16日主線完工通車。
|  | 30 中和 |  | 嘉義 白河 |

## 鄰近公路
- 市道165號
- 縣道168號
- 嘉175線

## 外部連結
- 台82線中和交流道示意圖 （页面存档备份，存于）（交通部公路總局）